# Табатай, Садек
Садек Табатай (перс. صادق طباطبایی‎, 25 марта 1943, Кум, Иран — 21 февраля 2015, Дюссельдорф, Германия) — иранский государственный деятель, заместитель премьер-министра Ирана (1979—1980).

## Биография
Родился в семье аятоллы Мохаммада-Багера Табатая и был племянником Мусы аль-Садра. Его сестра Фатима вышла замуж за Ахмада, Хомейни, сына аятоллы Хомейни.
Изучал биохимию в немецком Аахене, а затем защитил докторскую диссертацию в Рурском Университете Бохума. После её защиты стал профессором в университете, а также членом Немецкого исследовательского общества (DFG)
Еще в Аахене он организовал студенческую группу, выступавшую против шаха Мохаммеда Реза Пехлеви. В 1967 году он передал журналистке Ульрике Майнхоф документальные материалы по Ирану, которые были использованы в публикациях журнала Konkret против визита шаха в ФРГ в 1967 г. Выступал с речью на могиле Бенно Онезорга, безоружного студента, который был застрелен во время демонстрация против визита шаха в берлинскую Немецкую оперу. Входил в круг приближенных аятоллы Хомейни в годы его эмиграции во Франции и находился с ним в одном самолете по прибытии в Иран 1 февраля 1979 г.
В 1979—1982 гг. находился на различных руководящих должностях в правительстве Исламской Республики Иран: был руководителем общественно-политического департамента и заместителем министра внутренних дел, пресс-секретарем правительства. С ноября 1979 года по август 1980 гг. являлся заместителем премьер-министра Ирана и государственным секретарем кабинета министров. Являлся кандидатом на президентских выборах 1980 г. и занял пятое место среди сто двадцати семи кандидатов. Был активным участником переговоров, связанных с захватом американских заложников в Тегеране, вел переговоры с заместителем государственного секретаря США Кристофером и министром иностранных дел ФРГ Геншером.
Затем был назначен специальным представителем правительства Ирана ответственным за организацию зарубежных поездок руководителей страны и закупку иностранного оружия. На этой должности оказался вовлечен в скандалы, связанные с торговлей оружием и контрабандой наркотиков в Германии в 1982 году и 1983 гг. В январе 1983 г. был задержан в аэропорту Дюссельдорф с 1,65 кг опия-сырца в его чемодане, но выпущен на свободу под залог. Его статус в качестве специального посланника был подтверждена в 1983 г. иранским правительством.
В 1982—1986 гг. — посол Ирана в ФРГ.
В 2009 г. рассматривался в качестве возможного кандидата на пост президента Ирана, но снял свою кандидатуру в пользу Мохсена Резайи, а затем стал одним из его советников и участников избирательной кампании. Он также был его заместителем руководителя кампании на выборах 2013 г. и возможным кандидатом на пост вице-президента Ирана.